# CODE GEASS COMPLETE BEST
『CODE GEASS COMPLETE BEST』（コードギアス・コンプリート・ベスト）は、日本のオムニバスアルバムである。2009年1月14日発売。発売元はソニー・ミュージック。

## 概要
- テレビアニメ『コードギアス 反逆のルルーシュ』の主題歌を集めたコンピレーションCD。
- CDとDVD2枚組となっている。尚、ブックレットが3冊封入されている。
- 期間限定生産盤として生産され、2009年4月30日をもって廃盤となった。
- オリコン1位を獲得した。アニメ主題歌集がオリコン1位を獲得したのは『機動戦士ガンダムSEED DESTINY COMPLETE BEST』以来3年2ヶ月ぶりで、史上3作目となった。

## 収録曲

### CD
1. C.C.モノローグ1(0:31) / ゆかな
2. COLORS(3:37) / FLOW
（作詞：KOHSHI ASAKAWA,KEIGO HAYASHI　作曲：TAKESHI ASAKAWA　編曲：FLOW & KOICHI TSUTAYA）
3. 勇侠青春謳(4:19) / ALI PROJECT
（作詞：宝野アリカ　作曲・編曲：片倉三起也）
4. C.C.モノローグ2(0:35) / ゆかな
5. 解読不能(4:38) / ジン
（作詞・作曲・編曲：ジン）
6. モザイクカケラ(3:29) / SunSet Swish
（作詞・作曲：石田順三　編曲：坂本昌之・SunSet Swish）
7. 瞳ノ翼(4:31) / access
（作詞：井上秋緒　作曲・編曲：浅倉大介）
8. C.C.モノローグ3(0:35) / ゆかな
9. O2~オー・ツー~(3:56) / ORANGE RANGE
（作詞・作曲：ORANGE RANGE、編曲：シライシ紗トリ・ORANGE RANGE）
10. シアワセネイロ(4:16) / ORANGE RANGE
（作詞・作曲：ORANGE RANGE、編曲：シライシ紗トリ・ORANGE RANGE）
11. C.C.モノローグ4(0:32) / ゆかな
12. WORLD END(3:47) / FLOW
（作詞：KOHSHI ASAKAWA　作曲：TAKESHI ASAKAWA　編曲：FLOW & Ikoman）
13. わが﨟たし悪の華(4:28) / ALI PROJECT
（作詞：宝野アリカ　作曲・編曲：片倉三起也）
14. C.C.モノローグ5(0:46) / ゆかな

### DVD
1. COLORS type1
2. COLORS type2
3. 勇侠青春謳
4. 解読不能 type1
5. 解読不能 type2
6. モザイクカケラ type1
7. モザイクカケラ type2
8. 瞳ノ翼
9. O2~オー・ツー~
10. シアワセネイロ
11. WORLD END type1
12. WORLD END type2
13. わが﨟たし悪の華 type1
14. わが﨟たし悪の華 type2